# الأبواب المغلقة (فلم)
الأبواب المغلقة فيلم مصري من إنتاج عام 2001.

## قصة الفيلم
تدور أحداث الفيلم عقب حرب الخليج محمد شاب مراهق ترك والده أمه فاطمة وتزوج بأخرى. تعمل فاطمة خادمة في منزل أحد الأثرياء الذي يطاردها باستمرار، أما محمد فيعانى من اضطهاد من مدرسه الأستاذ منصور الذي يرتبط بعلاقة عاطفية بأمه فاطمة مستغلاً ظروفها الصعبة وإعطاء دروس خصوصية لمحمد تغطية لهذه العلاقة. يقرر محمد أن يعمل ليعول أمه ويرتبط بصداقة مع عوضين الذي طردته أمه من المنزل خوفًا على بناتها لأنهم في الحقيقة يقيمون في حجرة واحدة، يهرب محمد من عالم الرذيلة إلى عالم التيار الدينى الذي يتزعمه الشيخ خالد، يطلب محمد من أمه فاطمة ألا تقوم بالخدمة في المنازل بل لا تخرج من منزلها. وتتطور الأحداث ويصدر الشيخ خالد أوامره بزواج فاطمة من رجل يختاره هو بنفسه، إلا أن فاطمة ترفض لأنها ما زالت زوجة لوالد محمد. يلقى عوضين مصرعه ويحدث شرخ في حياة محمد، ويبدأ الشك يسيطر على حياته، ينتهى به الأمر بقتل والدته فاطمة وعشيقها.

## بطولة
- محمود حميدة : (منصور)
- سوسن بدر : (فاطمة)
- أحمد عزمي : (محمد)
- منال عفيفي : (زينب)
- أحمد فؤاد سليم : (الشيخ خالد)
- ماهر عصام : (عوضين)
- سيف عبد الرحمن : (فوده)
- ضياء عبد الخالق : (الشيخ عبد العزيز)
- سلوى محمد علي : (لبنى)
- مخلص البحيري : (علي)

## روابط خارجية
- مقالات تستعمل روابط فنية بلا صلة مع ويكي بيانات